# Chhean Vam
Chhean Vam (Khmer: ឈាន វ៉ម) (Battambang 19 april 1916 - Parijs 16 januari 2000) was een Cambodjaans politicus van de Democratische Partij. Hij was van 20 februari 1948 tot 14 augustus 1948 premier van Cambodja.

## Biografie
Tijdens de Tweede Wereldoorlog studeerde hij in Frankrijk om na de oorlog terug te keren naar Cambodja om er leraar te worden aan het lycée Preah Sisowath. In 1946 was hij een van de oprichters van de Democratische Partij. Hij was een vertrouweling van partijleider en premier Sisowath Youtevong. In februari 1948 benoemde koning Norodom Sihanouk Chhean Vam tot premier. Hij vergezelde het staatshoofd in mei 1948 voor onderhandelingen naar Frankrijk met als doel het verkrijgen van een vorm van autonomie voor Cambodja binnen de Franse Unie, alsmede het doorvoeren van enkele correcties van de grens met Vietnam. Bij zijn terugkeer in Cambodja kreeg hij te maken met een industrieel schandaal waarbij ook leden van zijn eigen Democratische Partij betrokken waren. Als gevolg hiervan diende hij in augustus 1948 zijn ontslag in. Hij beëindigde zijn actieve politieke carrière en werd juwelenhandelaar.
Chhean Vam behoorde tot de bevolkingsroep der Khmer Krom en heeft zich na zijn politieke carrière beziggehouden met de emancipatie van deze bevolkingsgroep, alsook met hun cultuur en geschiedenis. Hij was voorzitter van de Fédération des Khmers du Kampuchea-Krom (FKKK), een belangenorganisatie van Khmer Krom.